# Aspidogaster limacoides
Aspidogaster limacoides  este un vierme trematod din familia Aspidogastridae, parazit al intestinului peștilor, de 0,5-4 mm lungime și 1,5 mm lățime. Are corpul musculos aproximativ ovalar, cu capetele mai înguste și este prevăzut ventral cu un disc de fixare mare oval cu numeroase excavații, dispuse pe patru rânduri. La capătul anterior, ventuza bucală are forma unei pâlnii. Cunoscut în râurile și lacurile de acumulare din bazinele mărilor Neagră, Azov, Caspică și Aral. În Europa a fost găsit în râurile din Rusia, Ucraina, Polonia, Austria, Ungaria, România, Moldova, Turcia, Germania, dar și în Iran. Este un parazit comun în intestinul ciprinidelor dulcicole, în special la plătică (Abramis brama). A fost găsit în intestinul următoarelor specii de pești: Leuciscus cephalus (clean), Leuciscus idus (văduviță), Abramis brama (plătica), Gobio gobio (porcușorul comun), Rutilus rutilus (babușcă), Acipenser nudiventris (viza), Sander lucioperca (șalău), Neogobius melanostomus (strunghil),  Barbus barbus (mreană), Vimba vimba (morunaș) etc.